# A kétségbeesés napja (Így jártam anyátokkal)
A kétségbeesés napja (eredeti címén Desperation Day) az Így jártam anyátokkal című televízió-sorozat hatodik évadának tizenhatodik epizódja, a sorozat 128. epizódja. Eredetileg 2011. február 14-én vetítették, míg Magyarországon 2011. szeptember 26-án.
Ebben az epizódban Lily meglátogatja Marshallt Minnesotában, és Ted is vele tart, mert fél az első Valentin-napjától, amit Zoey-val tölt. Az egyedülálló Robin a munkatársnőivel demonstrálja, hogy jól érzi magát, míg Barney ki akarja használni a kínálkozó lehetőségeket.

## Cselekmény
Ted és Zoey randizni kezdenek, és mivel Zoey csak nemrég vált el, Ted beleegyezik, hogy lassan haladjanak. A MacLaren's Bárban mindenki a tempójukon élcelődik. Amikor Ted elmondja, hogy Zoey áthívta magához este sütit sütni, Robin rámutat, hogy ez csak egy ürügy, amit a nők azért használnak, hogy ne tűnjenek lotyónak, de ettől még szex lesz a vége.
Eközben közeledik a Valentin-nap, és Lilynek hiányozni kezd Marshall, aki még mindig Minnesotában van az anyjával. Az ünnep alkalmából ugyanis minden évben megnézik a Ragadozó című filmet (Jövőbeli Ted szerint ez a szokásuk egy régi tévedés következménye, ugyanis a legelső ilyen randijukon "A szerelem hullámhosszán"-t akarták megnézni, de a bátyja másik filmet vett rá a kazettára). Barney ellenben közli, hogy neki a kedvenc napja az évben február 13-a, amit ő a Kétségbeesés Napjának hív. Egy kamu történelemórával felidézi, hogy a napnak már régóta hatalmas jelentősége van, éspedig azért, mert ilyenkor az egyedülálló nők annyira kétségbeesettek, hogy "leadnak az igényeikből", és bárkivel hajlandóak összejönni, ő pedig természetesen kihasználja ezt. Robin szerint ez hülyeség, és hogy bebizonyítsa, közli, hogy a munkatársnőivel fog bulizni az este, és örülnek annak, hogy egyedülállók. 
Másnap Lily bejelenti, hogy Marshall után utazik Minnesotába. Muszáj megtennie, mert a hiánya miatt már elkezdett becsavarodni, és egy testpárnát beöltöztetett Marshall ruháiba, és elnevezte Marshallpótnak. Megjelenik Ted is, aki elmondja, hogy az előző estéje rémesen sikerült. Átvitte magával a cuccát azzal, hogy ott alszik, de Zoey kidobta, éppen azért, mert túlságosan kiszámította, hogy mi legyen az este.
Kicsit később, már a Kétségbeesés Napján, Lily megérkezik Minnesotába. Meg akarja lepni Marshallt, de döbbenten látja, hogy a férje visszaregresszált tinédzserkori állapotába: egész nap videojátékokkal játszik, az anyja szolgálja ki, és elhanyagolja magát. Judy arra kéri, hogy amilyen hamar csak lehet, vigye el tőle a fiát. Már majdnem meg is győzi, hogy az anyjának már nincs szüksége segítségre, de Judy erre nem mond semmit, így Marshall is úgy dönt, marad még. Hiába mondja meg nyíltan Lily, hogy az anyja azt akarja, hogy menjen el, amikor Marshall rákérdez, Judy simán letagadja, hogy ezt mondta volna.
Aznap este Zoey meglátogatja Tedet és bocsánatot kér. Azt mondja, most már úgy látja, hogy Ted és az ottalvós cucca ráébresztette őt arra, milyen komoly a kapcsolatuk, és nem tudta, hogy készen áll-e ilyen elköteleződésre. Elmondja, hogy nagyon szeretne Teddel vacsorázni Valentin-napon. Ted igent is mond erre, de aztán bepánikol, látva a helyzet komolyságát, és ő is Minnesotába utazik, várva, hogy véget érjen a Valentin-nap.
Eközben Robin és Barney New Yorkban maradnak. Robin a munkatársnőivel tüntetőleg bulizik, mutatva, hogy igenis jól érzik magukat, miközben Barney nőkre vadászik. Hamarosan megérkezik Nora, Robin csinos munkatársnője, aki azonnal megtetszik Barneynak. Nora eleinte nem akar vele foglalkozni, de aztán elkezdenek beszélgetni a lézerharcról, és egész este együtt vannak.
Amikor Lily észreveszi, hogy Ted is csak azért jött, hogy meneküljön, és nem azért, hogy hazavigye Marshallt, Lily egy utolsó kétségbeesett próbálkozásként bejelenti, hogy hazamegy. Marshall azt mondja, ő marad, és Lily egyedül indul el. Marshall bevallja Tednek, hogy az apja halála óta elveszettnek érzi magát, és megkérdezi tőle, hogy Zoey mit szól ahhoz, hogy külön töltik a Valentin-napot. Ted ekkor fedi fel, hogy a kapcsolatuk bonyolult, és még csak nem is tudja, hogy elutazott. Marshall erre azt mondja, hogy elmenekülni a realitás elől értelmetlen és nem old meg semmit. Amikor rájön, hogy ő is épp ezt teszi, eldönti, hogy hazamegy Teddel együtt.
Valentin-napon Barneyt is kellemes meglepetés éri: Robin elviszi neki a lézerharcterembe Norát. Jövőbeli Ted szerint ez volt az első alkalom, hogy Barneynak randija volt Valentin-napon. Végül Zoey és Ted is együtt vacsoráznak, Lily és Marshall pedig együtt nézik a Ragadozót.

## Kontinuitás
- Barney szerint a Kétségbeesés Napja benne van a köztudatban, ahogy így gondolt a citromtörvényre "A párbaj" című részben, és a "hableány-elméletre".
- Robin hasonló kifogást keresett a "Kettő után semmi jó nem történik" című részben, amikor felhívta magához Tedet.
- Ted kijavítja Robint és Zoeyt a zoknija kapcsán. A "Spoilerveszély" című részben derült ki, hogy idegesítő szokása mindig kijavítani másokat.
- Ted és Robin ismét szalutálnak, amikor katonai rangjelzést hallanak.
- Barney ismét kamu történelemórát tart.
- Barney legutóbb "A nem apák napja" című részben talált ki egy ünnepet.
- Barney a "Rossz hír" című részben Marshallt próbálta rávenni, hogy legyen a partnere ezen a lézerharc-versenyen.
- Barney ismét bevet egy bűvésztrükköt, hogy maradásra bírja Norát. A "Szünet ki" című részből derül ki, hogyan is csinálta ezt a trükköt (bár a magyarázata elég hihetetlen), és korábbi epizódokban, mint "A skorpió és a varangy", a "Tíz alkalom" és a "Közbelépés" is csinálta.

## Jövőbeli visszautalások
- Lily az "Elfogadom a kihívást" és az "Egy tesó árulása" című részekben újra előveszi Marshallpótót.
- "A Tesóeskü" című részben Barney újra kamu történelemleckét tart.
- A "Trilógiák" című részben újabb filmhez kapcsolódó szokásra derül fény.

## Érdekességek
- Barney azt állítja, hogy a római jogban tilos volt a házasság, ami tényszerűen nem igaz. A keresztény szokások szerinti esküvőt üldözték egy ideig.
- Ted az epizód szerint 4 óra alatt ért Minnesotába, ami lehetetlen, mert előbb repülőn kellett volna helyet foglalnia, kimennie a reptérre, végigülni a 2,5 órás repülőutat, és onnan még 1 óra autóút St. Cloud városa.
- Mikor Marshall visszatér New Yorkba, Lily kitörő örömmel fogadja. Csakhogy a jelenetbe bal oldalról lép be, ami azt jelenti, hogy már előbb otthon volt, ugyanis a lakás ajtaja a jobb oldalon található.
- Barneyt a "Murtaugh" című részben elvileg kitiltották a lézerharcteremből, most mégis ott játszik.
- Marshall és Ted Super Mario Karttal játszanak NES-en, csakhogy ez a játék arra nem, csak SNES-re jelent meg.
- Az egyik jelenetben Alyson Hannigan véletlenül megérinti Jason Segel intim testrészét, majd látható is, hogy amikor erre rájön, azonnal elkapja a kezét.
- Több utalás is történik az epizódban a "Ragadozó" című filmre, többek között Barney is a kreatúra jellegzetes hangját adja ki, amikor nőkre vadászik.
- Az Így jártam apátokkal című sorozat "A tökéletes fotó" című epizódjában Sophie közvetetten utal a fogorvosnál Jessenek a kétségbeesés napjára.

## Vendégszereplők
- Bill Fagerbakke - Marvin Eriksen Sr.
- Suzie Plakson - Judy Eriksen
- Jennifer Morrison - Zoey Pierson
- Nazanin Boniadi - Nora
- Artemis Pebdani - Anna
- Kelsey Crane - Tori (ezüstérmes olimpiai tornász)
- Brenda Koo - szép nő
- Lennon Parham - Bev
- Bette Rae - Mrs. Berkelheimer

## Zene
- Pinback - Good to Sea